# Antonio Pollaiuolo

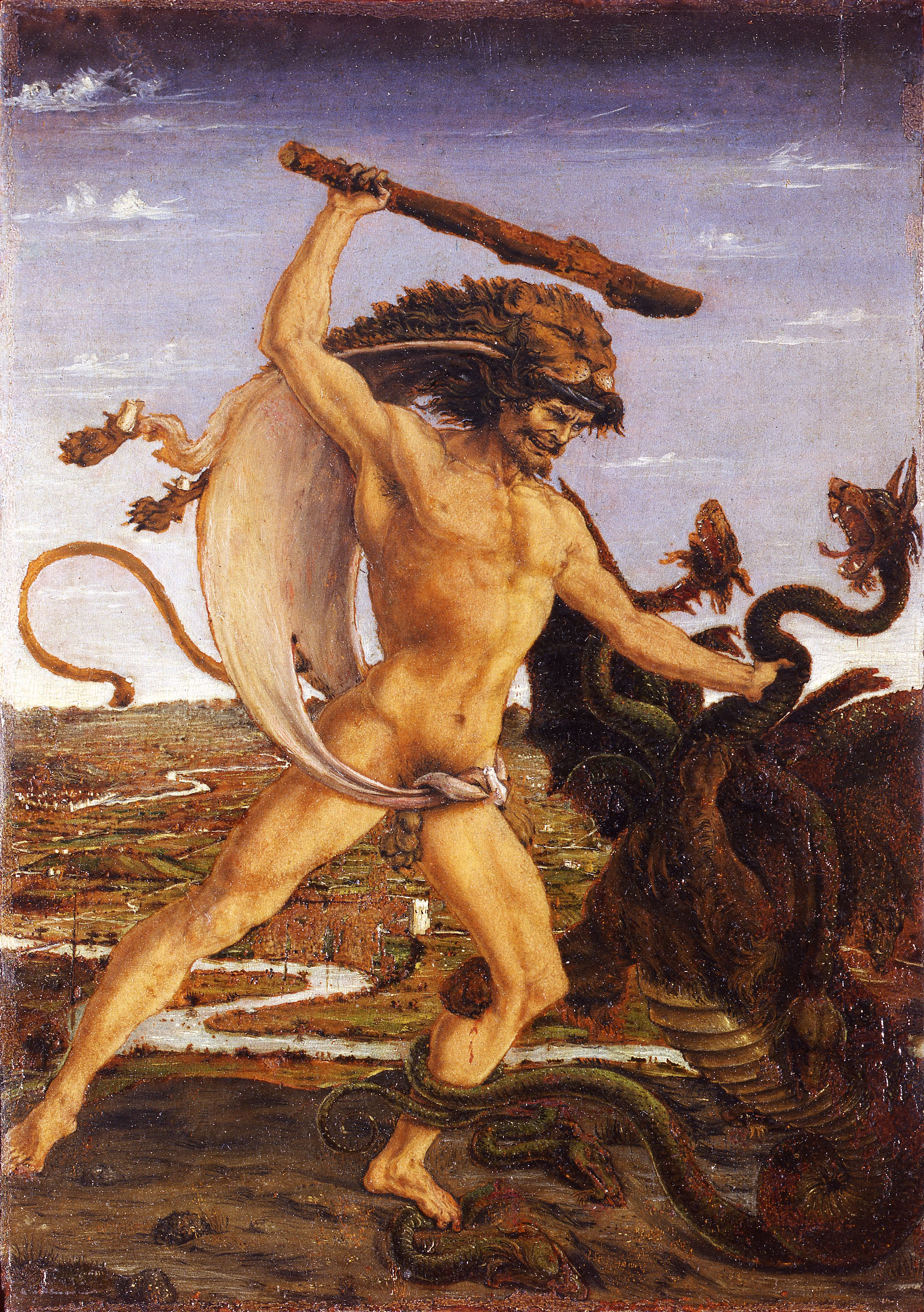
Hércules y la Hidra (c. 1475), Galería Uffizi.

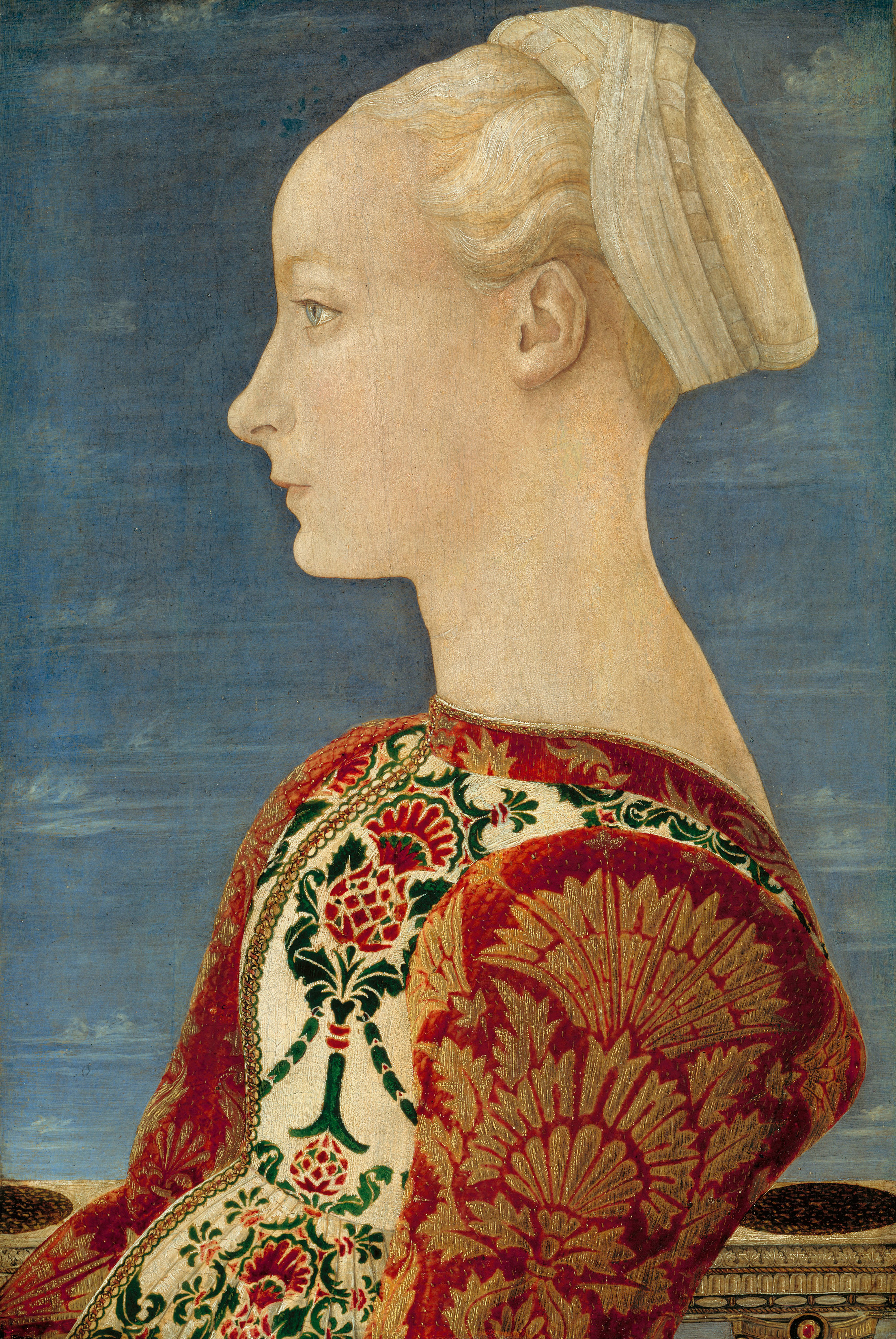
Retrato de joven dama (1465), Gemäldegalerie de Berlín.

Antonio di Jacopo d'Antonio Benci o Antonio Pollaiuolo (Florencia, 17 de enero de 1433-Roma, 4 de febrero de 1498), también conocido como Antonio del Pollaiolo o Antonio Pollaiolo, fue un pintor, escultor, orfebre y grabador cuatrocentista italiano, que asimismo perfeccionó el arte del esmaltado.

## Semblanza
Su hermano fue el artista Piero Benci; los dos trabajaron frecuentemente juntos en un famoso taller que fundaron en Florencia, rival de Andrea del Verrocchio. Su obra refleja tanto influencia clásica como interés en la anatomía humana. Cuenta Vasari que los hermanos llevaron a cabo disecciones para mejorar su conocimiento de la anatomía. Tomaron su sobrenombre Pollaiuolo del negocio de su padre, que vendía aves de corral, gallinas (pollaio significa gallinero).
Los primeros estudios de esmalte de Antonio fueron o bien con su padre o con Andrea del Castagno: el último probablemente le enseñó también a pintar. Está comprobado que fue discípulo de Domenico Veneziano y, asimismo, tuvo el influjo de Donatello.
Abandonó la orfebrería para dedicarse plenamente a la pintura, la escultura y el grabado. Junto a Ghiberti trabajó en los relieves de las puertas del baptisterio de Florencia. En cuanto a sus grabados, estos influyeron en Andrea Mantegna y, por intermedio de Mantegna, en Durero.
Algunas de las obras de Pollaiuolo exhiben un exceso de brutalidad, característica que puede ser estudiada por ejemplo en su único grabado conocido: El combate de los hombres desnudos, de 1470-1480 . Por su gran formato, ambición y fama, este grabado firmado es un hito en su género y posiblemente el más importante del arte italiano de su siglo. De él subsisten en todo el mundo un pequeño número de copias correspondientes a los dos estados por los que atravesó la lámiina para el grabado. Del primero, que muestra la imagen en su estado inicial, grabada a punta seca (niello) antes de que fuese retallada por el desgaste sufrido por la placa, el único ejemplar conservado se encuentra en el Museo de Arte de Cleveland.
En contraste, sus figuras femeninas muestran una completa serenidad y una cuidadosa atención a los detalles de los vestidos, como era la norma en el retrato del siglo XV.
Gran parte de su obra pictórica se ha perdido, por ejemplo la serie llamada Los trabajos de Hércules que se hallaba en el palacio de los Médici.
Pero es como escultor y como trabajador del metal como logró su gran éxito. Realizó gran cantidad de pequeños bronces como los del grupo llamado Hércules y Anteo. La exacta atribución de sus obras es dudosa debido a que su hermano hizo mucho en su colaboración. Se le atribuye la autoría, hacia 1471, de los niños Rómulo y Remo mamando de la Loba Capitolina o Luperca.
En 1484 Pollaiuolo fijó su residencia en Roma, donde ejecutó la tumba del papa Sixto IV en la cripta de la Basílica de San Pedro (finalizada en 1493), una composición en la que vuelve a manifestar su modo de exageración anatómica de las figuras. En 1496 fue a Florencia para dar los últimos retoques al trabajo ya empezado en la sacristía del Santo Spirito.
Murió, como hombre rico, habiendo terminado ya su mausoleo del papa Inocencio VIII, también en San Pedro, y fue enterrado en la iglesia de San Pietro in Vincoli.
Entre sus habilidades destaca su maestría en representar a la figura humana en movimiento. La principal contribución de Pollaiuolo a la pintura florentina yace en su análisis de la anatomía del cuerpo en movimiento o bajo condiciones de tensión, pero es también importante por su interés pionero en el paisaje. Se dice de él que se anticipó a Leonardo en diseccionar cuerpos para estudiar su anatomía. Entre sus alumnos destacan Sandro Botticelli y Andrea Sansovino.

## Obras

### Pinturas y grabados
- Retablo para la Capilla del Cardenal de Portugal (1467) — Fresco, San Miniato al Monte, Florencia
- Retrato de una joven (1465) — Panel, 52,5 x 36,2 cm, Staatliche Museen, Berlín
- Los Santos Vicente, Santiago y Eustaquio (1468) — Pintura al temple, 172 x 179 cm, Uffizi, Florencia
- Apolo y Dafne (1470–1480) — Pintura al temple, 30 x 20 cm, National Gallery, Londres
- El combate de los hombres desnudos (hacia 1470–1480) — Grabado, 42,8 x 61,8 cm. Ejemplares en los Uffizi (Florencia), Louvre (París) y otros museos
- Martirio de San Sebastián (1473–1475) — Panel, 292 x 223 cm, National Gallery, Londres
- Retrato de una joven (hacia 1475) — Pintura al temple, 55 x 34 cm, Uffizi, Florencia
- Hércules y la Hidra (hacia 1475) — Pintura al temple, 17 x 12 cm, Uffizi, Florencia
- Hércules y Anteo (hacia 1478)— Pintura al temple, 16 x 9 cm, Uffizi, Florencia
- Retrato de una niña — Panel, Museo Poldi Pezzoli, Milán

### Esculturas
- Judith (entre 1455 y 1470) — Bronce
- San Cristóbal y el niño — Metropolitan Museum, Nueva York
- Hércules (sin fecha) — Bronce
- Hércules y Anteo (hacia 1475) — Museo del Bargello
- El emperador romano Galba — Bajorrelieve de mármol, MNAC de Barcelona